# Морозов, Александр Климентьевич
Александр Климентьевич Морозов (10.01.1906, Витебская область — 09.09.1984) — боец партизанского отряда № 2 11-й бригады штаба партизанского движения Калининской области; стрелок 760-го стрелкового полка 208-й стрелковой дивизии 43-й армии 1-го Прибалтийского фронта; огнемётчик 178-й отдельной роты ранцевых огнемётов 70-й стрелковой дивизии 43-й армии 3-го Белорусского фронта, красноармеец.

## Биография
Родился 29 декабря 1905 года в деревне Якубово Россонского района Витебской области Белоруссии в многодетной крестьянской семье. С семи лет батрачил. С 1920 года работал на лесоразработках, а с 1927 года — на Витебском кирпичном заводе.
В Красной Армии с 1939 года. Участник освободительного похода советских войск в Западную Белоруссию 1939 года, советско-финляндской войны, 1939-40 годов.
В боях Великой Отечественной войны с июня 1941. В Смоленском сражении летом 1941 года красноармеец Александр Морозов попал в плен, но через двадцать семь дней бежал из плена к партизанам.
Боец партизанского отряда № 2 Александр Морозов подорвал три вражеских эшелона. С 1943 года он вновь в рядах Красной Армии, был наводчиком станкового пулемёта 280-й стрелковой дивизии, а затем с мая 1944 года — разведчиком, огнемётчиком. За период с 5 июля 1943 года по 13 июля 1944 года Александр Морозов участвовал в шести операциях по подрыву воинских эшелонов, минированию железных и шоссейных дорог. Вместе с подрывниками отряда нанёс значительный урон врагу: пущено под откос четыре паровоза, двадцать пять платформ с боевой техникой и орудиями, тридцать три вагона с боеприпасами и живой силой.
Участвуя в освобождении Прибалтики и боях в Восточной Пруссии, красноармеец Александр Морозов в боях за город Шяуляй в июле 1944 года подбил вражеский танк.
Приказом от 12 августа 1944 года за мужество и отвагу проявленные в боях красноармеец Морозов Александр Климентьевич награждён орденом Славы 3-й степени.
Стрелок 760-го стрелкового полка красноармеец Александр Морозов 10 октября 1944 года в районе литовских населённых пунктов Кукорайтен и Юндшен одним из первых вступил в бой, а при переходе неприятеля в контратаку забросал гранатами вражеских автоматчиков. Будучи раненным, мужественный воин оставался в строю.
Приказом по 280-й стрелковой дивизии № 059 от 14 октября 1944 года за мужество и отвагу проявленные в боях красноармеец Морозов Александр Климентьевич награждён орденом Славы 3-й степени.
Огнемётчик 178-й отдельной роты ранцевых огнеметов красноармеец Морозов Александр в ночь на 8 апреля 1945 года близ столицы Восточной Пруссии города Кенигсберга подавил две огневые точки противника вместе с расчётами и подбил вражеское штурмовое орудие «Фердинанд». В этом бою был ранен, но поля боя не покинул.
Приказом по 70-й стрелковой дивизии № 059 от 21 апреля 1945 года за мужество и отвагу проявленные в боях красноармеец Морозов Александр Климентьевич награждён орденом Славы 3-й степени.
В 1945 году старшина Морозов А. К. демобилизован. Жил и работал в городе Витебске.
Указом Президиума Верховного Совета СССР от 19 августа 1955 года за образцовое выполнение заданий командования в боях с немецко-вражескими захватчиками Морозов Александр Климентьевич перенаграждён орденом Славы 2-й степени.
Указом Президиума Верховного Совета СССР от 19 августа 1955 года за образцовое выполнение заданий командования в боях с немецко-вражескими захватчиками Морозов Александр Климентьевич перенаграждён орденом Славы 1-й степени, став полным кавалером ордена Славы.
Заслуженный ветеран, ставший кавалером ордена Славы трёх степеней более чем через десятилетие после окончания войны, трудился на Витебском комбинате строительных материалов. Скончался 9 сентября 1984 года.
Награждён орденами Славы 1-й, 2-й и 3-й степени, медалями.